# Landschaftsschutzgebiet Fließgewässer und Auen

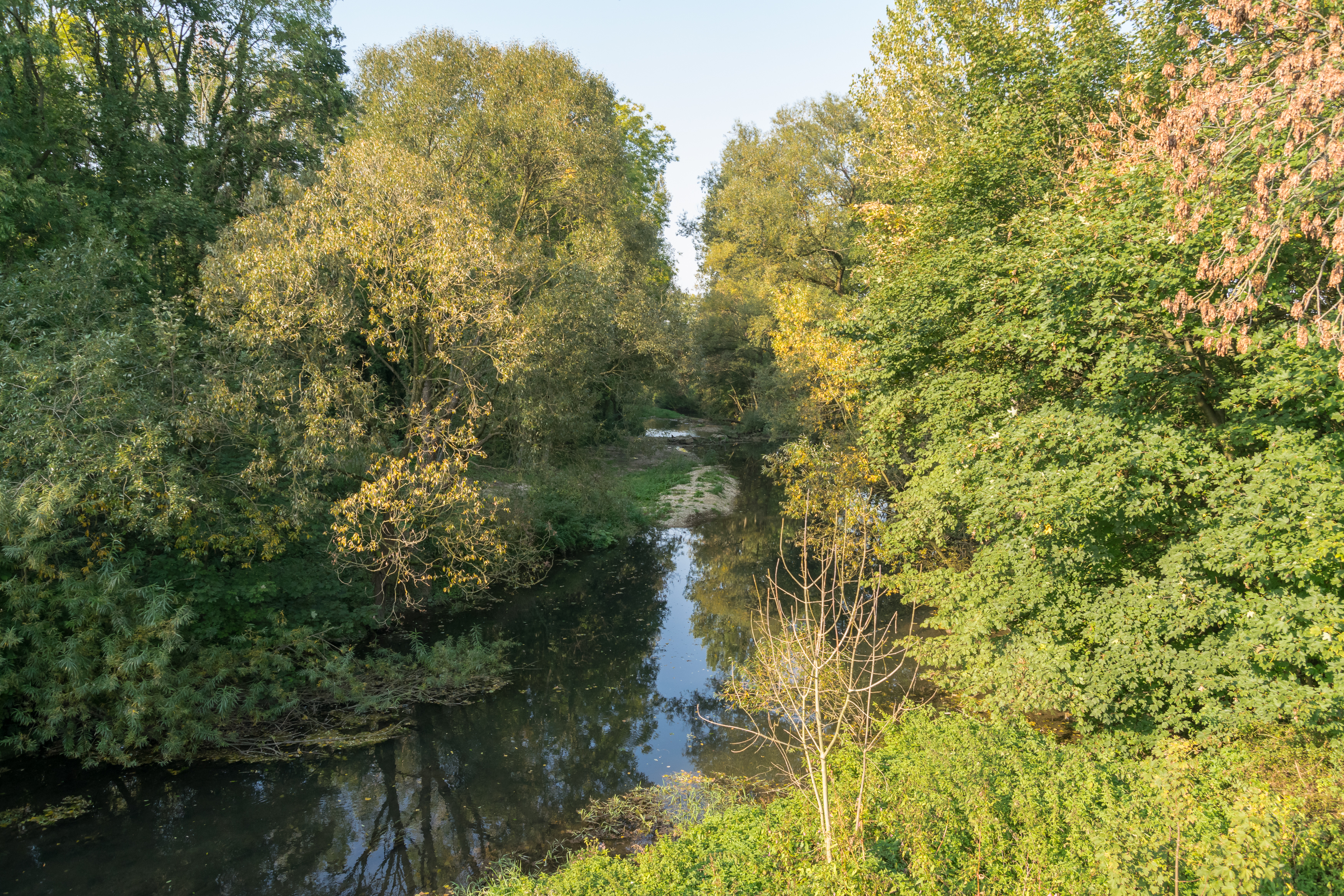
Alme im LSG

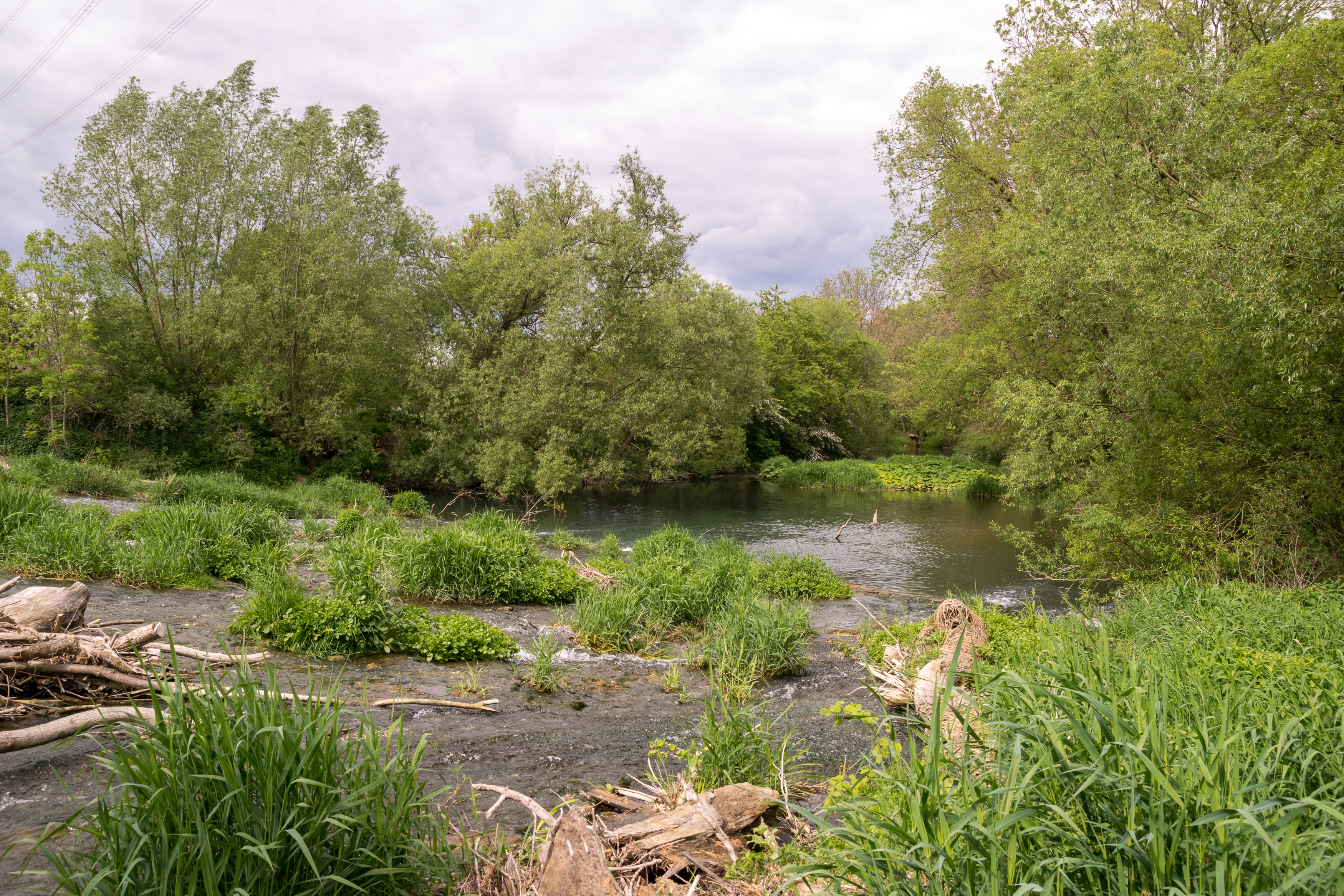
Alme

Das Landschaftsschutzgebiet Fließgewässer und Auen mit 958,28 ha Flächengröße liegt im Stadtgebiet von Paderborn im Kreis Paderborn. Das Landschaftsschutzgebiet (LSG) wurde 1999 vom Kreistag mit dem Landschaftsplan Paderborn – Bad Lippspringe ausgewiesen. Das LSG besteht aus 16 Teilflächen die häufig von Straßen, wie der A 33, voneinander getrennt sind. 

## Beschreibung
Das LSG umfasst in den Städten Paderborn und Bad Lippspringe Bereiche der Flüsse Lippe, Alme, Pader, Ellerbach und Beke mit Auenbereichen. Mehrere Schutzgebiete wie das Naturschutzgebiet Lippeniederung zwischen Bad Lippspringe und Mastbruch grenzen direkt an das LSG. Im Almetal grenzt südlich das Landschaftsschutzgebiet Almetal.
Es gibt im LSG Nass- und Feuchtgrünland, Uferhochstaudenflure, Röhrichte und Ufergehölze. Ellerbach und Beke sind landschaftsraumtypische Trockentäler, welche zeitweise trockenfallen. Im LSG liegt das ehemalige Landesgartenschaugelände in Paderborn.
Die Quellen, Gräben und Bäche sollen durch ausreichend breite Pufferzonen vor Viehtritt, Verschmutzung und Nährstoffeintrag geschützt werden. Standortfremde Gehölze wie Hybrid-Pappeln und Nadelbäume sollen nach dem Hieb durch standortgerechte, heimische Laubgehölze ersetzt werden. Ufergehölze und Hecken aus standortgerechten, heimischen Laubgehölzen, Säume an Wegen und Gewässern sowie Obstwiesen sollen zum Zwecken der Biotopvernetzung angelegt und Lücken in Ufergehölzen, Hecken, Obstbaumbeständen, Baum- und Kopfbaumreihen, Alleen und Feldgehölzen sollen geschlossen werden. Im LSG kommen seltenen und gefährdeten Pflanzen- und Tierarten vor.